# فونیسیت
فونیسیت (انگلیسی: Funisitis) التهاب بافت همبند بند ناف است که می‌تواند منجر به سقط جنین شود.
این وضعیت معمولاً به دنبال واسکولیت شریان یا وریدهای بندناف روی داده و گاه ممکن است ناشی از کوریوآمنیونیت باشد.

## فونیسیت نکروزان
فونیسیت نکروزان حالت شدید فونیسیت است که باعث مرگ بندناف می‌شود. این وضعیت با سیفیلیس مادرزادی در ارتباط است. فونیسیت نکروزان امروزه بسیار نادر بوده و تنها در نوزادان زودرس دیده می‌شود. اکثر نوزادان مبتلا, مرده به دنیا می‌آیند یا طی چندهفته اول تولد می‌میرند.